# 扬帕 (科罗拉多州)
扬帕（英語：Yampa），是美国科罗拉多州鲁特县下属的一座城市。建市于1907年2月25日，面积大约为0.241平方英里（0.624平方公里）。根据2010年美国人口普查，该市有人口429人。2011年估计该市有人口423人，相比2010年人口增长率为-1.40%。同时，论人口该市是科罗拉多州第205大城市。